# Erwin Wedel
Erwin Wedel (* 9. April 1926 in Neuliebental, heute Wolkowo bzw. Wylkowe, im Tiraspoler Kreis bei Odessa; † 8. Dezember 2018 in Regensburg) war ein deutscher Slawist. Er war ordentlicher Professor für Slavistik an der Universität Regensburg.

## Leben
Erwin Wedel, Sohn von Hilda Wedel, geborene Prieb, und des Fuhrunternehmers Reinhold Wedel, studierte an der Universität Leipzig Philosophie, Slavistik, Anglistik und Romanistik und schloss das Studium 1952 mit dem Staatsexamen ab. 1957 wurde er an der Universität München zum Doktor der Philosophie promoviert. Dort war er von 1956 bis 1968 Assistent sowie Lektor und habilitierte sich 1968. Im selben Jahr wurde er auf den Lehrstuhl für slawische Philologie an der Universität Regensburg berufen, den er bis zu seiner Emeritierung im Jahr 1994 innehatte. 1992 erhielt er den Ehrendoktor der Universität Odessa.
Wedel sprach neben Deutsch auch Russisch, Ukrainisch, Polnisch, Tschechisch und Serbokroatisch sowie Englisch, Französisch, Spanisch und Italienisch. Er beschäftigte sich vorrangig mit der slawischen Literatur des 18. bis 20. Jahrhunderts und der russischen und ukrainischen Lexikografie.
Erwin Wedel war evangelisch, ab 1952 verheiratet mit Hanna Wedel, geborene Prieb, und hatte drei Kinder (Michael, Gabriele und Bettina).

## Publikationen (Auswahl)
- Die Entstehungsgeschichte von Lew Nikolajewitsch Tolstois „Krieg und Frieden“. 1961.
- als Hrsg.: Russisch-englisches Taschenwörterbuch. Langenscheidt 1964; 2. Auflage 1969.
- P. Kovalesky: Bildatlas der Kultur und Geschichte der slavischen Welt. Deutsche Ausgabe. 1964.
- B. Unbegaun: Russische Grammatik. 1969.
- Langenscheidts Taschenwörterbuch Russisch-Deutsch. Völlige Neubearbeitung. Langenscheidt, Berlin / München / Leipzig / Wien / Zürich / New York.